# Ратко Митровић Шиља
Ратко Митровић Шиља (Свети Стефан, код Будве, 9. април 1916 — Јајинци, код Београда, 9. март 1942) био је омладински комунистички револуционар и учесник Народноослободилачке борбе.

## Биографија
Рођен је 9. априла 1916. године на Светом Стефану. Потицао је из револуционарне породице Митровић. Имао је три брата — Стефана, Николу и Вељка и три сестре — Вукицу, Лепу и Миру. Његов отац Иво Митровић био је учитељ, а након Првог светског рата је радио као школски надзорник у Котору. Године 1932. породица се преселила у Београд.
Основну школу и гимназију завршио је у Котору, а након доласка у Београд уписао је Правни факултет, који је завршио 1939. године. Посредством старијег брата Стефана, који се током студија прикључио револуционарном студентском покрету и постао члан тада илегалне Комунистичке партије, као и старије сестре Вукице, Ратко је још као ученик гимназије у Котору приступио револуционарном омладинском покрету, а 1932. је постао члан илегалног Савеза комунистичке омладине Југославије (СКОЈ).
Доласком на Правни факултет, активно се укључио у рад револуционарног студентског покрета, а 1935. је постао члан Комунистичке партије Југославије (КПЈ). Због револуционарног рада, био је хапшен током 1933, 1935. и 1936, када је четрнаест месеци провео у затвору. Приликом хапшења 1936, није се добро држао пред полицијским иследницима, због чега је био кажњен партијским укором у дужини од годину дана. За то време је радио у легалним омладинским организацијама и сарађивао у часописима Младост и Студент.
Почетком 1938. постао је секретар Омладинске комисије, која је руководила радом на обнови Савеза комунистичке омладине у Србији и која је наредне године прерасла у Покрајински комитет СКОЈ-а за Србију, чији је био члан. У току 1939. био је инструктор Покрајинског комитета КПЈ за Србију, а 1940. члан Окружног комитета КПЈ за Крагујевац. На Шестој земаљској конференцији СКОЈ-а, одржаној септембра 1940. у Загребу, постао је члан Централног комитета Савеза комунистичке омладине Југославије. Као члан ЦК СКОЈ учествовао је на омладинским конференцијама СКОЈ-а у Словенији и на Косову.
Априлски рат и окупација Југославије, 1941. затекли су га у Београду, где је као истакнути омладински револуционар учествовао у организовању Народноослободилачког покрета (НОП). Након напада Немачке на Совјетски Савез, крајем јуна 1941. са Маријаном Грегоран отишао је у Чачак и обишао тамошњу скојевску организацију, а након повратка је са Љубинком Милосављевић и Луком Шунком радио на територијалној реорганизацији скојевске организације у Београду и формирању Месног комитета СКОЈ-а.
Након седнице ЦК КПЈ од 4. јула 1941, Ратко је постао члан Бироа Централног комитета СКОЈ-а и у својству инструктора Централног комитета КПЈ упућен је у Војводину, са задатком да помогне Покрајинском комитету КПЈ за Војводину у организовању оружане борбе.

### Хапшење и издаја
Ухапшен је од стране Гестапоа 3. августа 1941. у Великој Кикинди и одмах пребачен у Београд, где је био затворен у затвору Гестапо у Александровој улици (бивши затвор Окружног суда, који се налазио на месту Дома синдиката). Неколико дана касније, Гестапо је у Панчеву ухапсио Петра Алдана, студента Ветеринарског факултета, који је на саслушању открио све што је знао о илегалном раду КПЈ и људима са којима је контактирао, међу којима је био и Ратко Митровић. У почетку истраге, Ратко је одбијао да призна своју улогу у организацији КПЈ, али га је Гестапо убрзо предао београдској Специјалној полицији, чији су га агенти познавали још од пре рата, када је хапшен због комунистичког деловања.
Притиснут доказима, али и физички и психички сломљен, Ратко је полицијским агентима почео да одаје разне информације. Упознао их је са системом и методама илегалног партијског рада, са организационом структуром партијске организације, с начином одржавања веза између основних организација организација и руководстава, с радом комуниста у разним масовним организацијама и удружењима, са системом рада партијске технике. Такође, пошто је познавао већи број партијских функционера, полицијским агентима је одао њихова имена и адресе станова у којима се са њима налазио. Тако је полиција дошла до драгоцених података и добила широке могућности за прогањање и хапшење најистакнутијих партијских функционера, као и руководилаца Народноослободилачког покрета у Београду.
Након његове издаје, уследила је у другој половини септембра и почетком октобра 1941. велика полицијска провала у којој су ухапшени или убијени многи руководиоци КПЈ, СКОЈ и НОП у Београду, међу којима и читав Месни комитет КПЈ за Београд, у саставу — Милош Матијевић Мрша, Ђуро Стругар, Вукица Митровић, Давид Пајић, Душан Грубач, Саво Стијепић и Лука Шунка, секретар Месног комитета СКОЈ. Бошко Бећаревић, шеф Четвртог антикомунистичког одсека Специјалне полиције практиковао је да ухапшене комунисте суочава са Митровићем, који их је наговарао да и они признају полицији шта знају. Једна од ухапшених била је и његова рођена сестра Вукица, која је приликом покушаја да је убеди да све призна и почне да сарађује са полицијом, то одлучно одбила. Упркос мучењима, њен полицијски картон је остао празан, због чега је убрзо пребачена у логор на Бањицу и стрељана. Маја 1945. због храброг држања пред иследницима проглашена је за народног хероја.
Ратко је био пријатељ, a као члан ЦК СКОЈ-а и близак сарадник Иве Лоле Рибара. Иако је током истраге у полицији издао бројне сараднике и чланове КПЈ у Београду, није одао кућу у којој се тада у Београду скривао Лола Рибар, а иследницима се оправдао да је након бомбардовања Београда изгубио контакт са Рибаром.
Упркос томе што је Специјалној полицији и Гестапоу, својом издајом учинио велику услугу, 8. марта 1942. је из затвора Специјалне полиције био пребачен у логор на Бањици, одакле је сутрадан одведен на стрељање у Јајинце, код Београда.